# Dule (Škocjan, Slovenija)
Dule je naselje u slovenskoj Općini Škocjanu. Dule se nalazi u pokrajini Dolenjskoj i statističkoj regiji Jugoistočnoj Sloveniji. 

## Stanovništvo
Prema popisu stanovništva iz 2002. godine naselje je imalo 42 stanovnika.